# Église Saint-Martin de Coucouron
L'église Saint-Martin de Coucouron est une église située en France sur la commune de Coucouron, dans le département de l'Ardèche en région Auvergne-Rhône-Alpes. En face de l’église se trouve  une petite chapelle toute simple, de style roman, datant du XIe siècle. qu'on appelle la « Chapelette » ou encore « Notre-Dame-des-Pitiés. ».

## Localisation
L'église est située sur la commune de Coucouron, dans le département français de l'Ardèche.

## Historique
Elle fut construite aux XIe et XIIe siècles.

## Protection
Le portail Ouest de l'église Saint-Martin est classé monuments historiques depuis le 23 octobre 1907.